# 用日
用日 (ようにち、韓国語：용일〈日本語音写例：ヨンイル) とは、日本および日本人に対する（20世紀・21世紀の）朝鮮人の考え方・向き合い方の一つであり、うまく交流してせいぜい利用することで利益を得るべきというもの。
ここでは、国際社会は互いに国益のために全ての国々が利用し、利用されるのが常であることから、反日を国内外で行いながらも、日本および日本人から技術や資金など利益を得ようとする行為を指している。その意味の「用日」は、第二次世界大戦後の韓国では、反日一辺倒であった李承晩が国外追放されて朴正煕大統領時代が始まって以降、韓国の右派政権・左派政権のいかんに関係なく、韓国政府の対日姿勢の基本となっている。中央日報は2014年1月9日に社説として「政府、『用日』の世論に耳を傾けるべき」と日本からの対韓直接投資、観光客共に激減していることを述べ、「原則よりも、国家の利益がさらに重要だ」と、再び用日路線を韓国政府に呼び掛けている。韓国の左派である文在寅大統領も同様に対日関係について韓国が歴代で行ってきた歴史問題による反日と他の用日案件は切り分けるツートラック外交を引き続き推進していく考えを示している。

## 概要
日韓国交正常化にあたり、朴大統領の命令で日本側と秘密交渉に当たった金鍾泌は「反日より用日こそが困難な道」という話をよく朴大統領と交わしていた。また、日韓基本条約締結前の1964年6月3日に民主化勢力が起こしたデモは、反日を利用して朴政権打倒を目指すという「用日」だったとする見方もある。
拳骨拓史は、日本は「用日」にただイライラするのでなく、韓国を「用韓」によって利用すれば良いとし、日本が韓国に対し冷淡に対応していけば、韓国は「用日」から「従日」へ変化していくことになると述べた。

## 関連人物
| - 全斗煥 - 盧泰愚 - 金泳三 - 李明博 | - 権哲賢 - 佐々木正 - 李健熙 - 朴泰俊 | - 稲山嘉寛 - 鄭周永 - 久保富夫 - 江沢民 | - 銭其琛 |